# Pokorny Hermann

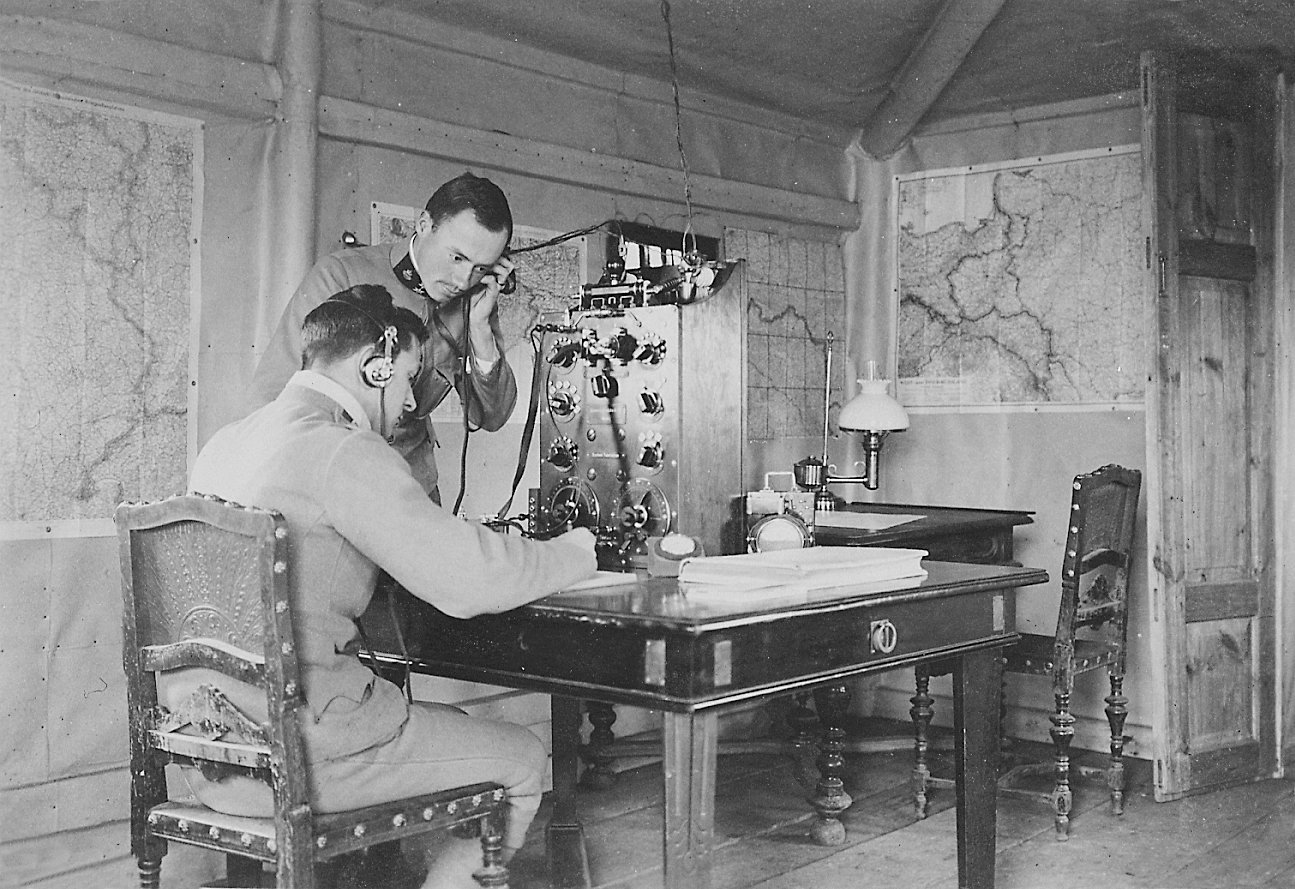
Pokorny Hermann munka közben

Pokorny Hermann (Kroměříž, Morvaország, 1882. április 7. – Budapest, 1960. február 18.) osztrák-magyar katona, a Magyar Érdemrend középkereszt kitüntetettje.

## Élete
Az Osztrák–Magyar Monarchiában született a német anyanyelvű Pokorny Hermann, aki a katonai hívatást választotta és maradandót alkotott a rádiófelderítésben. Kiváló nyelvérzékkel rendelkezett, gyermekkorában csehül és latinul kellett megtanulnia, majd elsajátított több nyelvet is, melyeket jól kamatoztatott katonai pályája során is. Kiemelkedett a szláv nyelvtudási képességével, hiszen szülőföldjén kívüli szláv nyelvek mellett oroszul, lengyelül és bolgárul is kiválóan tudott. Az első világháborúban különböző, elsősorban rádiófelderítő beosztásokban tevékenykedett. A k. u. k. hadsereg rádiólehallgatásai az ő általa kifejlesztett rendszert követték, melyet a háború végére az egész arcvonalra kiterjesztettek. Részt vett 1917-ben a breszt-litovszki béketárgyalásokon mint az osztrák–magyar delegáció tagja.
A Monarchia felbomlása után nem akart Ausztriában mint morva születésű „Zugraster” (Zugereist, bécsi dialektusban - befurakodott), másodrangú állampolgár lenni. Cseh állampolgár sem akart lenni, mert mint német ajkúnak, ellenszenves lett volna, ha egyszerre csehnek adja ki magát, ezért választotta a magyar állampolgárságot. Új életet kezdett, csatlakozott a Magyarországon megalakuló honvédséghez, és a Tanácsköztársaság ideje alatt is szolgált mint katonai felderítő. 1920-ban az új magyar katonai hírszerzés keretében megszervezte annak X. (rejtjelfejtő) alosztályát, aminek 1925. április 30-ig állt az élén.
Gömbös Gyula miniszterelnöksége alatt a honvédség vezetésében nagy változások történtek, és ennek keretében 1935-ben a Magyar Királyi Honvédség tábornokaként helyezték nyugállományba 53 éves korában.
A második világháborúban nem vállalt katonai feladatokat, azonban Budapest ostromakor jelentkezett a szovjet csapatoknál szolgálatra. Második világháborús felbukkanásakor találkozott Malinovszkij marsallal is, akivel külön beszélgetett a rejtjelezett orosz üzenetek megfejtéséről. Debrecenben megalakuló Ideiglenes Nemzeti Kormány tevékenységében részt vett, és hadifogoly-, majd jóvátételi ügyekkel foglalkozott. Az utolsó katonai előléptetését ekkor kapta, hiszen nyugállományú vezérezredessé (a legmagasabb magyar rendfokozat) nevezték ki 1945-ben.
Pártpolitikával nem foglalkozott, így kikerült az államigazgatásból, és végleges 1949-ben történt nyugdíjazását követően alkalmanként tolmácsként és fordítóként dolgozott. Az akkori zaklatásokat ő sem kerülte el. 1950 és 1955 között még a nyugdíját is megvonták. Életéről szól a Hadtörténelmi Levéltári Kiadványokban megjelent Emlékeim – A láthatatlan hírszerző kiadvány, és egyik legfontosabb publikált írása, a Ha 1918-ban győztünk volna..

## A rádiófelderítésben elért eredményei
Pokorny zsenialitása abban mutatkozott meg, hogy rájött arra, hogy az orosz kriptográfusok a 35 betűs orosz ábécét 24 betűre csökkentették, és a hiányzó 11 betűt a 24 betűs ábécé 11 helyére mint második betűt osztották el, és így készítették rejtjelkulcsaikat. Ez a felismerése azt eredményezte, hogy az általa szervezett rádiófelderítés megbízható adatokat tudott szolgáltatni a hadvezetés számára, melyet a kiváló és sikeres német hadvezér, August von Mackensen tábornok is nagyra tartott, és külön el is ismert. Pokorny teljesítményét, a rejtjelmegfejtésben elért sikereit példázza, hogy Borisz Mihajlovics Saposnyikov, a Szovjetunió marsallja A hadsereg agya című, az első világháború hadműveleteinek eredményeit és kudarcait elemző munkájában őt név szerint említi.
Érdekesség, hogy unokatestvére a német rejtjelek megfejtésében jeleskedő Franciszek Pokorny őrnagy, aki 1929-ben a Biuro Szyfrów, a Lengyel Hadsereg Kódfejtő Irodájának a vezetője volt.

## Rendfokozatai
- 1900. augusztus 6. hadapród-tiszthelyettes
- 1901. október 6.  hadnagy
- 1906. október 6.  főhadnagy
- 1910. április 6.  százados
- 1915. május 6.  őrnagy
- 1917. május 6.  alezredes
- 1921. december 6. ezredes
- 1925. május 6.  vezérőrnagy
- 1928. december 6.  altábornagy
- 1945. október 6.  vezérezredes

## Fő szolgálati helyei
- 1897. augusztus 20. Bécs, k. k. Landwehr hadapródiskola
- 1900. augusztus 18.  Felavatás után bécsi k. k. Landwehr gyalogezred
- 1900-1903. Hütteldorf, bécsi k. k. 1. Landwehr gyalogezred III. zlj. 9. század
- 1903-1904. Bécs, főtiszti tanfolyam
- 1904-1906.  Bécs, Hadiiskola
- 1906. október  Graz, k. k. 43. Landwehr dandár
- 1909. ősze  Graz, III. hadtestparancsnokság
- 1909. szeptember-október  Bulgária
- 1910. március  Bécs, Instruktionsbüro des Generalstabes
- 1913. február-november  Oroszország
- 1914. augusztus  Teschen, hadsereg-főparancsnokság
- 1914. szeptember-1916. március  rádiólehallgatás a k. u. k. 2., 3., 4. és a Mackensen hadseregparancsnokságnál
- 1916. augusztus  k. k. 26. Landwehr gyalogezred
- 1917. november-1918. március  Breszt-Litovszk, fegyverszüneti delegáció
- 1918. november  Bécs, magyar szolgálatban
- 1920. április-július  Debrecen, vasi gyalogezred debreceni zászlóalj.
- 1920. július-október  Krím, Vrangel-hadsereg
- 1920. november-1925. április  Vezérkari főnökség Nyilvántartási iroda, "X" csoport
- 1925. április-november  Szeged, Vegyesdandár
- 1925. december  Budapest, Vezérkari főnökség "B" csoport
- 1926. április-1928. október  Budapest, Budapesti Vámőrkerület
- 1930. május-1934. május  Miskolc, VII. vegyesdandár
- 1935. május  nyugdíjazás
- 1945. január-február  Heves, Malinovszkij marsall főparancsnoksága
- 1945. február-1949. február  Budapest, Külügyminisztérium
- 1949. február  végleges nyugdíjazás